# Телурія
«Телурія»  — десятий роман Володимира Сорокіна, який вийшов 15 жовтня 2013 року у видавництві «Corpus». 

## Зміст
Книга позбавлена наскрізного сюжету й поділена на 50 глав без назв (коротких новел), пронумерованих римськими цифрами. Персонажі глав перетинаються рідко. Дія цієї мозаїки відбувається в середині XXI століття на території від Алтаю до Мадрида. Європа після світової війни з ваххабітами повернулася в у Середньовіччя, а до влади прийшли тамплієри. Росія розпалася на князівства, з православним комунізмом у деяких з них як формою урядування. 
У алтайській республіці Телурія з рідкісного матеріалу телура виготовляють чарівні цвяхи, які користуються великим попитом у всьому світі. Це найпотужніший наркотик, якщо забити такий цвях в голову, можна відчути ні з чим не зрівнянне задоволення. Відтепер найбільш затребувана професія — тесля, що забиває телурові цвяхи.

## Після виходу
Хоча рецензенти писали про практичну неможливість перекладу роману іншими мовами, 5 жовтня 2015 року в Гельсінському університеті відбулася презентація фінського перекладу роману, виконаного Анною Тайтто . 
Навесні-влітку 2015 року в Венеції під час бієнале в палаццо Рокка Контарини Корфу працювала виставка «Павільйон Демократичної Республіки телур (ДРТ)», на якій були представлені картини Володимира Сорокіна і живописця Жені Шефа на теми роману. На відкритті виставки 7 травня 2015 року художники провели перформанс . Організатором виставки та перформансу виступив куратор Дмитро Озерков. 
У лютому 2019 року Костянтин Богомолов поставив в Театрі на Таганці спектакль «Телурія». 